# Xalpatláhuac
Xalpatlahuac è un comune del Messico, situato nello stato di Guerrero, il cui capoluogo è la località omonima.
Conta 11.726 abitanti (2015) e ha una estensione di 393,60 km².
Il nome in lingua nahuatl significa spiaggia vasta.